# Dompierre-sous-Sanvignes
Dompierre-sous-Sanvignes ist eine französische Gemeinde mit 77 Einwohnern (Stand 1. Januar 2022) im Département Saône-et-Loire in der Region Bourgogne-Franche-Comté (vor 2016 Bourgogne). Sie gehört zum Arrondissement Charolles und zum Kanton Gueugnon (bis 2015 Toulon-sur-Arroux).

## Geographie
Dompierre-sous-Sanvignes liegt etwa 67 Kilometer ostnordöstlich von Moulins. Nachbargemeinden von Dompierre-sous-Sanvignes sind Saint-Eugène im Norden, Sanvignes-les-Mines im Norden und Osten, Perrecy-les-Forges im Süden, Saint-Romain-sous-Versigny im Westen und Südwesten sowie Toulon-sur-Arroux im Westen und Nordwesten.

## Bevölkerungsentwicklung
| Jahr                      | 1962 | 1968 | 1975 | 1982 | 1990 | 1999 | 2006 | 2011 | 2016 |
| Einwohner                 | 140  | 121  | 100  | 94   | 80   | 79   | 75   | 72   | 77   |
| Quelle: Cassini und INSEE |      |      |      |      |      |      |      |      |      |

## Sehenswürdigkeiten
- Schloss mit Schlosskapelle